# Vinícius Kauê
Vinícius Kauê Ribeiro Ferreira (Presidente Prudente, 1º marzo 2003) è un calciatore brasiliano, difensore del Guarani.

## Carriera

### Club
Nato a Presidente Prudente, ha iniziato a giocare a calcio nella squadra della sua città natale come centravanti. Nel 2017 si è trasferito all'Athl. Paranaense e due anni più tardi ha firmato il suo primo contratto professionistico.
Ha debuttato in prima squadra il 17 aprile 2021 entrando in campo nella ripresa al posto di Jáderson nella vittoria per 4-0 sull'Operário-PR nel Campionato Paranaense. Ha segnato il suo primo gol otto giorni più tardi aprendo le marcature contro il Rio Branco-PR.
Il 9 dicembre 2021 ha debuttato anche in Série A rimpiazzando Márcio Azevedo nel pareggio esterno per 1-1 contro lo Sport Recife. Nel 2023 è stato promosso definitivamente in prima squadra ed il 28 luglio ha rinnovato il contratto con il club rossonero fino al 2024.

### Nazionale
Ha giocato nella nazionale brasiliana Under-20.

## Statistiche

### Presenze e reti nei club
Statistiche aggiornate al 10 novembre 2023.
| Stagione        | Squadra          | Campionato      | Campionato | Campionato | Coppe nazionali | Coppe nazionali | Coppe nazionali | Coppe continentali | Coppe continentali | Coppe continentali | Altre coppe | Altre coppe | Altre coppe | Totale | Totale | Totale |
| Stagione        | Squadra          | Comp            | Pres       | Reti       | Comp            | Pres            | Reti            | Comp               | Pres               | Reti               | Comp        | Pres        | Reti        | Pres   | Reti   |        |
| --------------- | ---------------- | --------------- | ---------- | ---------- | --------------- | --------------- | --------------- | ------------------ | ------------------ | ------------------ | ----------- | ----------- | ----------- | ------ | ------ | ------ |
| 2021            | Athl. Paranaense | A1/PR+A         | 6+1        | 1+0        | CB              | 0               | 0               | CS                 | 0                  | 0                  |             | -           | -           | 7      | 1      |        |
| 2022            | Athl. Paranaense | A1/PR+A         | 7+0        | 0          | CB              | 0               | 0               | CL                 | 0                  | 0                  | RS          | 0           | 0           | 7      | 0      |        |
| 2023            | Athl. Paranaense | A1/PR+A         | 0+5        | 0          | CB              | 0               | 0               | CL                 | 0                  | 0                  |             | -           | -           | 5      | 0      |        |
| Totale carriera | Totale carriera  | Totale carriera | 19         | 1          |                 | 0               | 0               |                    | 0                  | 0                  |             | 0           | 0           | 19     | 1      |        |

## Palmarès

### Club

#### Competizioni internazionali
- Coppa Sudamericana: 1

Athl. Paranaense: 2021

#### Competizioni statali
- Campionato Paranaense: 2

Athl. Paranaense: 2023, 2024